# Малая Кема
Ма́лая Ке́ма — село в Тернейском районе Приморского края. Административный центр и единственный населённый пункт Кемского сельского поселения.
Село Малая Кема приравнено к районам Крайнего Севера.

## География
Село Малая Кема стоит на левом берегу реки Малая Кема и на побережье бухты Малая Кема Японского моря.
Дорога к селу Малая Кема идёт на север от районного центра посёлка Терней, расстояние около 100 км, по берегу моря около 65 км.
В 8 км севернее по берегу Японского моря находится упразднённое село Великая Кема, к нему идут лесные дороги.

## Население
| 1926 | 2002 | 2005 | 2010 | 2011 | 2012 | 2013 |
| ---- | ---- | ---- | ---- | ---- | ---- | ---- |
| 161  | ↗915 | ↘869 | ↘687 | ↘683 | ↘644 | ↘617 |
| 2014 | 2015 | 2016 | 2017 | 2018 | 2019 | 2020 |
| ↘599 | ↘581 | ↘562 | ↘540 | ↘524 | ↘502 | ↘478 |

## Улицы
| - ул. Арсеньева, - ул. Заводская, - ул. Заречная, - ул. Комсомольская, - ул. Лесная, | - ул. Морская, - ул. Озёрная, - ул. Пионерская, - ул. Спортивная, - ул. Школьная. |